# رورنباخ
رورنباخ (به آلمانی: Röhrnbach) یک شهر در آلمان است که در بایرن واقع شده‌است.

## خصوصیات
رورنباخ ۴۰٫۶۶ کیلومترمربع مساحت دارد ۴۳۴-۶۸۸ متر بالاتر از سطح دریا واقع شده‌است.